# Palmetto (film)
A Palmetto (eredeti címe: Palmetto) 1998-ban bemutatott amerikai filmdráma Volker Schlöndorff rendezésében, Woody Harrelson és Elisabeth Shue főszereplésével.

## Rövid előzetes
Harry Barber újságíró nemrég szabadult a börtönből. Új lapjánál remek kereseti lehetőséget kap: Rhea, egy milliomos felesége, pénzt ajánl fel – mindössze annyit kér, hogy hívja fel a férjét és mondja azt: elrabolta a lányát. Harry szerint nem lehet nagy baja belőle, így belemegy és csak később bánja meg tettét.

## Szereposztás
| Szerep                       | Színész          | Magyar hangja (1. szinkron) |
| ---------------------------- | ---------------- | --------------------------- |
| Harry Barber                 | Woody Harrelson  | Sörös Sándor                |
| Mrs. Donnelly / Rhea Malroux | Elisabeth Shue   | Györgyi Anna                |
| Nina                         | Gina Gershon     | Détár Enikő                 |
| Felix Malroux                | Rolf Hoppe       | Horkai János                |
| Donnely                      | Michael Rapaport | Kautzky Armand              |
| Odette                       | Chloë Sevigny    | Huszárik Kata               |
| John Renick                  | Tom Wright       | Haás Vander Péter           |
| Miles Meadows                | Marc Macaulay    | Imre István                 |
| Ügyvéd                       | Joe Hickey       | Besenczi Árpád              |
| Bíró                         | Ralph Wilcox     | N/A                         |
| Billy Holden                 | Richard Booker   | Bognár Tamás                |
| Rendőr                       | Brett Rice       | Wohlmuth István             |
| Vontató sofőr                | Vince Cecere     | Végh Ferenc                 |
| Pultos                       | Peter Paul DeLeo | N/A                         |